# 王室
王室（おうしつ、英: Royal family）は、一国の国王及び王族の総称である。
その当主が天皇の場合は、皇族の総称を皇室（こうしつ: 英: Imperial family）とし、帝王、皇帝や天皇の場合は帝室（ていしつ）と呼ばれることがある。
以下、君主が国王以外の場合も当記事において解説する。

## 概要
2012年より、同君連合による重複を除き世界の独立国家には26の王室が存在している。
イギリス連邦加盟国のうち、カナダ、オーストラリアなど15ヶ国がイギリス国王を元首とする立憲君主制（コモンウェルス・レルム）を採っている。これは各国が完全な独立国で、各国が独自の意志でイギリス国王個人を自国の国王に選んでいるものである。例えばカナダにおけるチャールズ3世は、あくまでも「カナダ国王」なのであって「イギリス国王」として君臨しているわけではない。各国には総督が置かれ国王の権能を代行しているが、これもイギリスから派遣されるものではない。
また、ノルウェー及びデンマークは国王は違うが同じ王室なため、1つの王室として扱う。

国家内においてウガンダなど地方の領主としての王室が存在する例もある。
ウガンダには公的に認められている4つの地方王国があり、それぞれの国王は文化的指導者と位置づけられ、儀礼的な存在としてその地位を認められている。

## 王制の廃止と復古
フランス革命以降、革命によって君主制が廃止され得るようになり、1911年には辛亥革命によって、初めてアジアでも革命により君主制が廃止された。19世紀までは少なかったが20世紀に入ると、革命やクーデター、国民投票などにより、君主制を廃止する国がそれまでよりも大幅に増えた。21世紀に入ってからも、ネパールにおいて王制が廃止された。
一方、1975年にスペイン、1993年にカンボジアで王政復古も起きている。

## 皇室・王室の一覧
※2024年1月時点。
| 国                 | 当主の称号と敬称 | 現在の王朝                 | 現在の当主                                              | 君主一覧                       | 備考 |
| ------------------ | ---------------- | -------------------------- | ------------------------------------------------------- | ------------------------------ | ---- |
| 日本               | 天皇陛下         | 皇室                       | 徳仁                                                    | 天皇の一覧                     |      |
| カンボジア         | 国王陛下         | ノロドム家                 | シハモニ国王                                            | カンボジア君主・国家元首一覧   |      |
| タイ               | 国王陛下         | チャクリー王朝             | ラーマ10世                                              | タイ君主一覧                   |      |
| ブータン           | 国王陛下         | ワンチュク朝               | ワンチュク国王                                          | ブータンの国王一覧             |      |
| ブルネイ           | 国王陛下         | ボルキア家                 | ボルキア国王                                            | ブルネイの国王                 |      |
| マレーシア         | 国王陛下         | ジョホール州スルターン     | イブラヒム                                              | マレーシアの国王               | ※    |
| イギリス           | 国王陛下         | ウィンザー朝               | チャールズ3世                                           | イギリス君主一覧               |      |
| オランダ           | 国王陛下         | オラニエ＝ナッサウ家       | ウィレム＝アレクサンダー国王                            | オランダ君主一覧               |      |
| スウェーデン       | 国王陛下         | ベルナドッテ朝             | カール16世グスタフ                                      | スウェーデン君主一覧           |      |
| スペイン           | 国王陛下         | スペイン・ボルボン朝       | フェリペ6世                                             | スペイン君主一覧               |      |
| デンマーク         | 国王陛下         | リュクスボー家             | フレゼリク10世                                          | デンマーク君主一覧             | ※    |
| ノルウェー         | 国王陛下         | グリュックスブルク家       | ハーラル5世                                             | ノルウェー君主一覧             | ※    |
| ベルギー           | 国王陛下         | ベルジック家               | フィリップ国王                                          | ベルギー国王の一覧             |      |
| オマーン           | 国王陛下         | ブーサイード朝             | ハイサム国王                                            |                                |      |
| サウジアラビア     | 国王陛下         | サウード家                 | サルマン国王                                            | サウジアラビアの国王一覧       |      |
| バーレーン         | 国王陛下         | ハリーファ家               | ハマド国王                                              |                                |      |
| ヨルダン           | 国王陛下         | ハーシム家                 | アブドゥッラー2世                                       | ヨルダン王の一覧               |      |
| エスワティニ       | 国王陛下         | ドラミニ家                 | ムスワティ3世                                           | スワジランドの国王一覧         |      |
| モロッコ           | 国王陛下         | アラウィー朝               | ムハンマド6世                                           | モロッコの君主一覧             |      |
| レソト             | 国王陛下         | セーイソ家                 | レツィエ3世                                             | レソトの国王一覧               |      |
| トンガ             | 国王陛下         | トゥポウ家                 | トゥポウ6世                                             | トンガの国王一覧               |      |
| ルクセンブルク     | 大公殿下         | ナッサウ＝ヴァイルブルク家 | アンリ大公                                              | ルクセンブルク君主一覧         |      |
| モナコ             | 大公殿下         | グリマルディ家             | アルベール2世                                           | モナコ統治者の一覧             |      |
| リヒテンシュタイン | 公殿下           | リヒテンシュタイン家       | ハンス・アダム2世                                       | リヒテンシュタインの統治者一覧 |      |
| カタール           | 首長殿下         | サーニー家                 | タミーム首長                                            | カタールの元首一覧             |      |
| クウェート         | 首長殿下         | サバーハ家                 | ミシュアル首長                                          |                                |      |
| サモア             | 国家元首殿下     | トゥイマレアリッイファノ   | トゥイマレアリッイファノ・ヴァアレトア・スアラウヴィ2世 | サモアの国家元首一覧           | ※    |
| アラブ首長国連邦   | 大統領殿下       | ナヒヤーン家               | ムハンマド大統領                                        | アラブ首長国連邦の大統領       | ※    |

- マレーシア ※連邦を構成する13州のうち、君主制を採る9州の君主（主にスルタン・藩主）9名による互選。
- アラブ首長国連邦 ※大統領制。実際にはアブダビ首長国首長のナヒヤーン家が世襲により継ぐのが慣例化している。
- サモア ※共和制。憲法上は議会が指名するとの規定があるのみだが、4人の大首長（世襲制）から選ばれる慣例となっている。
- ノルウェー、デンマーク　※名称は違うが同じ王室である。